# Victoriano Zaragozano y Zapater
Victoriano Zaragozano y Zapater (Puebla de Albortón, 12 de janeiro de 1545 — Puebla de Albortón, 29 de março de 1602) foi um médico e astrônomo espanhol.